# Ramón Castillo
Ramón Antonio Castillo, més conegut com a Ramón S. Castillo (San Fernando del Valle de Catamarca, Catamarca, 20 de novembre de 1873 - Buenos Aires, 12 d'octubre de 1944), fou un advocat, jutge i polític argentí d'ideologia conservadora membre del Partit Demòcrata Nacional, que fou elegit Vicepresident de la Nació el 1938, acompanyant al President Roberto Ortiz i que al morí aquest el 1942 va assumir la presidència de la República, fins a ser derrocat per un cop d'estat militar conegut com la Revolució del 43. El mandat de Roberto M. Ortiz i Ramón Castillo ha estat qüestionat d'una forma generalitzada pels historiadors en la seva legitimitat, perquè en la seva elecció de 1938 es va produir un frau electoral massiu, així com un alt grau de corrupció dintre del període de la història argentina conegut com la dècada infame (1930-1943). Tot i això, cal destacar que, a nivell personal, retirat del poder després del seu derrocament, va morir pobre.

## Presidència (1942-1943)
Castillo va continuar la política exterior del seu predecessor, mantenint la neutralitat argentina durant la Segona Guerra Mundial, una decisió motivada per les fortes tendències progermàniques de l'Exèrcit. La necessitat de mantenir el proveïment marítim li va portar a promoure la creació de la Flota Mercant de l'Estat, que va nodrir amb la compra de vaixells de potències bel·ligerants ancorats en ports argentins. Va prendre altres mesures de similar cort nacionalista, com la revocació de la concessió del port de Rosario, en mans d'un operador francès, la nacionalització de la britànica Companyia Primitiva de Gas, la creació de la Direcció de Fabricacions Militars i l'obertura dels Alts Forns Zapla. Va dur a terme una política autoritària, disposant de les carteres ministerials amb soltesa i dissolent el Consell Deliberant de Buenos Aires davant les denúncies de corrupció al mateix.
L'equilibri de poders amb l'Exèrcit era precari; el 1942 hi va haver dos intents de "fer alguna cosa", liderats pels partidaris de l'ancià general Agustín Pedro Justo. L'oposició entre «aliadòfils», «neutralistes» i «germanòfils» eren cada cop més accentuades. Castillo es va mantenir neutralista recolzat principalment per l'Exèrcit però aïllat de la Concordança. La defunció de Justo va donar un respir a Castillo, però no va poder impedir que en les eleccions presidencials de 1943 la Concordança portés una fórmula constituïda pel conservador salteny Robustiano Patrón Costes (Partit Demòcrata Nacional) i el radical antipersonalista Manuel de Iriondo.
La candidatura de Patrón Costes va generar un ampli moviment d'oposició, a causa que, d'una banda implicava ratificar que es produiria un nou frau electoral i s'aprofundiria l'escandalosa corrupció que va caracteritzar als governs de l'anomenada dècada infame, i per l'altre, significava el segur abandó de la neutralitat i entrada de l'Argentina a la Segona Guerra Mundial, a causa de les públiques simpaties aliades de Patró Costes.
Davant aquesta situació es van mobilitzar els sectors nacionalistes de l'Exèrcit, que el 6 de juny de 1943 va marxar des de Camp de Maig a Buenos Aires derrocant al president fraudulent, esdeveniment que és conegut com a Revolució del 43.
Castillo va ordenar al general Rodolfo Márquez reprimir la revolta provocant un enfrontament que va deixar 30 morts a l'Escola de Mecànica de l'Armada. Fracassada la resistència es va embarcar en el vaixell Drummond deixant buida la Casa Rosada que va ser immediatament presa per la cúpula militar. Va desembarcar l'endemà a La Plata, on va signar la seva renúncia.
El reemplaçaria breument el General Arturo Rawson, qui tres dies després seria al seu torn deposat perquè assumís el poder el General Pedro Pablo Ramírez (1943-1944).
Cinc mesos després del seu derrocament, el 12 d'octubre de 1944, Castillo va morir a Buenos Aires.